# 히노 스구루
히노 스구루(일본어: 日野 優, 1982년 7월 29일 ~ )는 일본의 축구 선수이다.

## 구단 경력
과거 감바 오사카, FC 기후, 도쿠시마 보르티스에서 활동하였다.